# Котівка (Ізюмський район)
Коті́вка —  село в Україні, у Барвінківській міській громаді Ізюмського району Харківської області. Населення становить 242 осіб. До 2020 орган місцевого самоврядування — Гаврилівська сільська рада.

## Географія
Село Котівка знаходиться за 2 км від залізничної станції Вітерець, за 1 км від села Богданове, навколо багато загат.

## Історія
12 червня 2020 року, відповідно до Розпорядження Кабінету Міністрів України  № 725-р «Про визначення адміністративних центрів та затвердження територій територіальних громад Харківської області», увійшло до складу Барвінківської міської територіальної громади.
19 липня 2020 року, в результаті адміністративно-територіальної реформи та ліквідації Барвінківського району, село увійшло до складу Ізюмського району.

## Економіка
В селі є молочно-товарна і вівце-товарна ферми.

## Культура
- Дитячий сад
- Школа